# 砝碼

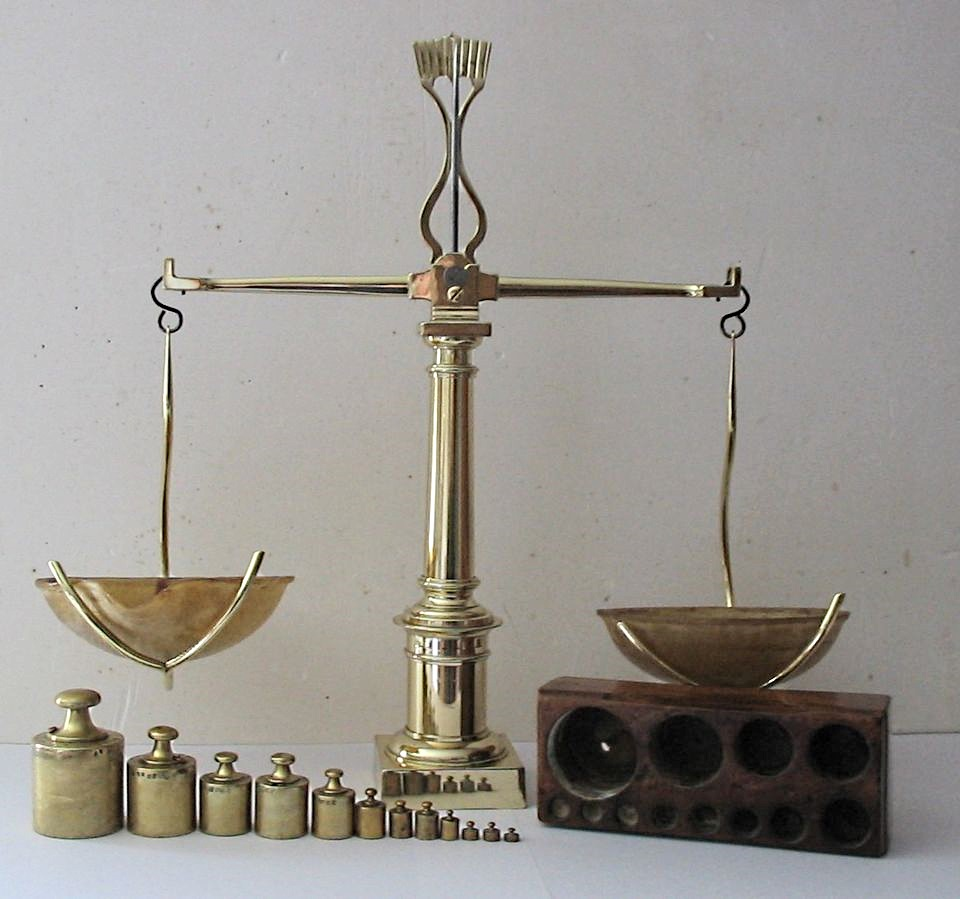
砝碼與天平

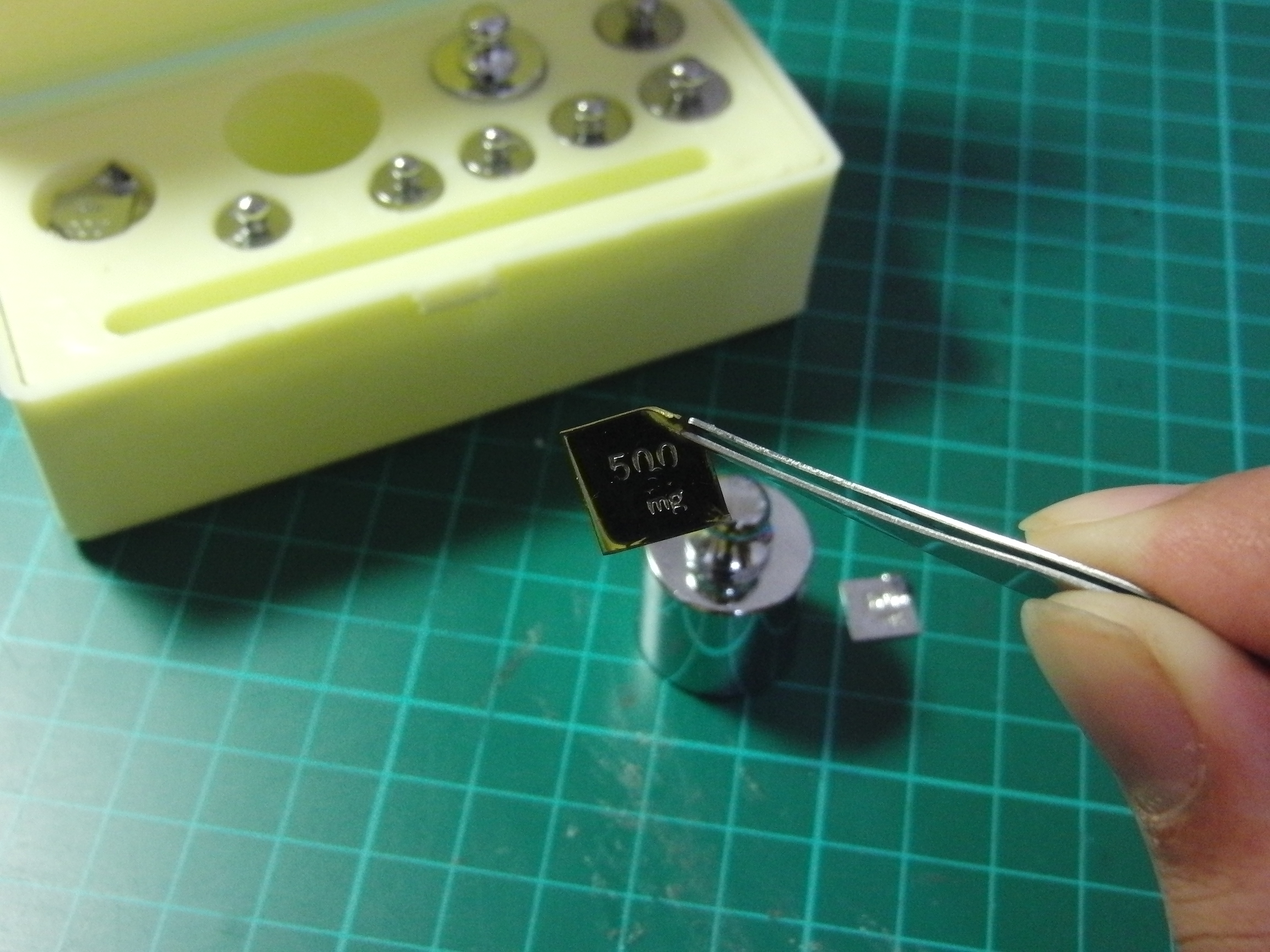
小單位的砝碼組

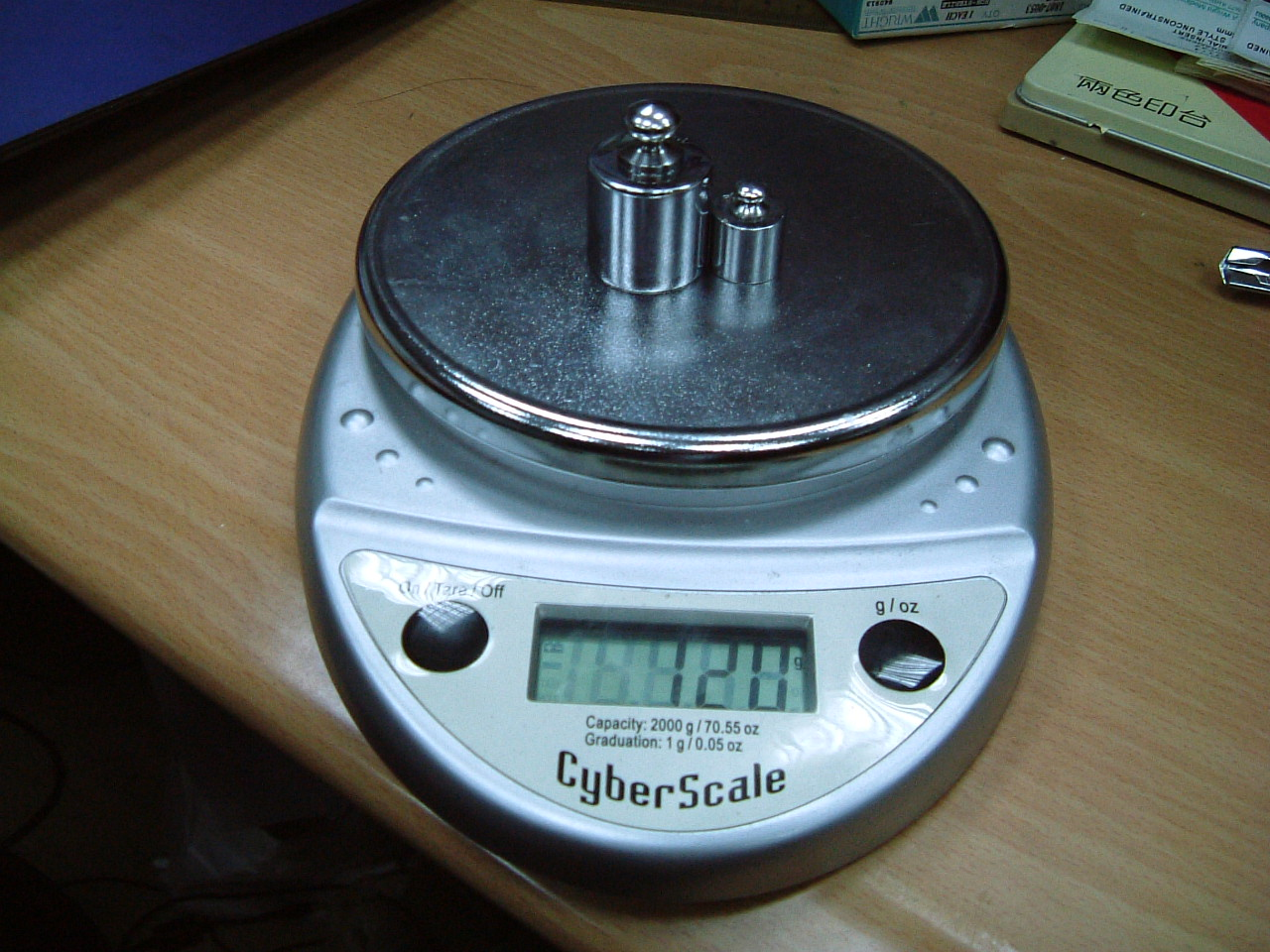
砝碼與電子磅秤

砝碼是質量非常準確的物体，於買賣交易或科學研究作為表示特定質量的工具，從而比較幾種不同東西的質量。由於要保持質量不變，砝碼必須不易發生化學作用和破損，所以多數砝碼都是用惰性金屬製造。
砝碼的重量一般以克或者千克為單位，質量大多為整數，例如10克、100克。也有一些精密電子秤用來校正的砝碼單位較小，如：500mg、200mg、100mg......等等。
另外，取用砝碼時需以砝碼夾夾取或戴手套拿取，才不易生鏽。